# Grand Prix Německa 1976
Grand Prix Německa 1976 (oficiálně XXXVIII Großer Preis von Deutschland) se jela na okruhu Nürburgring v Nürburgu v Německu dne 1. srpna 1976. Závod byl desátým v pořadí v sezóně 1976 šampionátu Formule 1.

## Kvalifikace
| Poř. | No. | Jezdec                   | Konstruktér        | Čas    | Ztráta |
| ---- | --- | ------------------------ | ------------------ | ------ | ------ |
| 1    | 11  | James Hunt               | McLaren-Ford       | 7:06.5 | —      |
| 2    | 1   | Niki Lauda               | Ferrari            | 7:07.4 | +0.9   |
| 3    | 4   | Patrick Depailler        | Tyrrell-Ford       | 7:08.8 | +2.3   |
| 4    | 34  | Hans Joachim Stuck       | March-Ford         | 7:09.1 | +2.6   |
| 5    | 2   | Clay Regazzoni           | Ferrari            | 7:09.3 | +2.8   |
| 6    | 26  | Jacques Laffite          | Ligier-Matra       | 7:11.3 | +4.8   |
| 7    | 8   | Carlos Pace              | Brabham-Alfa Romeo | 7:12.0 | +5.5   |
| 8    | 3   | Jody Scheckter           | Tyrrell-Ford       | 7:12.2 | +5.7   |
| 9    | 12  | Jochen Mass              | McLaren-Ford       | 7:13.0 | +6.7   |
| 10   | 7   | Carlos Reutemann         | Brabham-Alfa Romeo | 7:14.9 | +8.4   |
| 11   | 10  | Ronnie Peterson          | March-Ford         | 7:14.9 | +8.4   |
| 12   | 5   | Mario Andretti           | Lotus-Ford         | 7:14.9 | +9.6   |
| 13   | 9   | Vittorio Brambilla       | March-Ford         | 7:17.7 | +11.2  |
| 14   | 19  | Alan Jones               | Surtees-Ford       | 7:17.7 | +13.4  |
| 15   | 36  | Rolf Stommelen           | Brabham-Ford       | 7:21.6 | +15.1  |
| 15   | 77  | Rolf Stommelen           | Brabham-Alfa Romeo | 7:21.6 | +15.1  |
| 16   | 6   | Gunnar Nilsson           | Lotus-Ford         | 7:23.0 | +16.5  |
| 17   | 22  | Chris Amon               | Ensign-Ford        | 7:23.1 | +16.6  |
| 18   | 16  | Tom Pryce                | Shadow-Ford        | 7:23.3 | +16.8  |
| 19   | 28  | John Watson              | Penske-Ford        | 7:23.5 | +17.0  |
| 20   | 30  | Emerson Fittipaldi       | Fittipaldi-Ford    | 7:28.0 | +21.5  |
| 21   | 20  | Arturo Merzario          | Wolf-Williams-Ford | 7:28.8 | +22.3  |
| 22   | 24  | Harald Ertl              | Hesketh-Ford       | 7:30.0 | +23.5  |
| 23   | 17  | Jean-Pierre Jarier       | Shadow-Ford        | 7:30.9 | +24.4  |
| 24   | 18  | Brett Lunger             | Surtees-Ford       | 7:32.7 | +26.2  |
| 25   | 25  | Guy Edwards              | Hesketh-Ford       | 7:38.6 | +32.1  |
| 26   | 40  | Alessandro Pesenti-Rossi | Tyrrell-Ford       | 7:38.6 | +42.0  |
| DNQ  | 37  | Lella Lombardi           | Brabham-Ford       | 7:51.1 | +44.6  |
| DNQ  | 38  | Henri Pescarolo          | Surtees-Ford       | 8:04.2 | +57.7  |

## Závod
| Poř.   | No. | Jezdec                   | Konstruktér        | Počet kol | Čas/Odstoupení           | Pořadí na startu | Body |
| ------ | --- | ------------------------ | ------------------ | --------- | ------------------------ | ---------------- | ---- |
| 1      | 11  | James Hunt               | McLaren-Ford       | 14        | 1:41:42.7                | 1                | 9    |
| 2      | 3   | Jody Scheckter           | Tyrrell-Ford       | 14        | + 27.7                   | 8                | 6    |
| 3      | 12  | Jochen Mass              | McLaren-Ford       | 14        | + 52.4                   | 9                | 4    |
| 4      | 8   | Carlos Pace              | Brabham-Alfa Romeo | 14        | + 54.2                   | 7                | 3    |
| 5      | 6   | Gunnar Nilsson           | Lotus-Ford         | 14        | + 1:57.3                 | 16               | 2    |
| 6      | 77  | Rolf Stommelen           | Brabham-Alfa Romeo | 14        | + 2:30.3                 | 15               | 1    |
| 7      | 28  | John Watson              | Penske-Ford        | 14        | + 2:33.9                 | 19               |      |
| 8      | 16  | Tom Pryce                | Shadow-Ford        | 14        | + 2:48.2                 | 18               |      |
| 9      | 2   | Clay Regazzoni           | Ferrari            | 14        | + 3:46.0                 | 5                |      |
| 10     | 19  | Alan Jones               | Surtees-Ford       | 14        | + 3:47.3                 | 14               |      |
| 11     | 17  | Jean-Pierre Jarier       | Shadow-Ford        | 14        | + 4:51.7                 | 23               |      |
| 12     | 5   | Mario Andretti           | Lotus-Ford         | 14        | + 4:58.1                 | 12               |      |
| 13     | 30  | Emerson Fittipaldi       | Fittipaldi-Ford    | 14        | + 5:25.2                 | 20               |      |
| 14     | 40  | Alessandro Pesenti-Rossi | Tyrrell-Ford       | 13        | + 1 kolo                 | 26               |      |
| 15     | 25  | Guy Edwards              | Hesketh-Ford       | 13        | + 1 kolo                 | 25               |      |
| Ret    | 20  | Arturo Merzario          | Wolf-Williams-Ford | 3         | Brzdy                    | 21               |      |
| Ret    | 9   | Vittorio Brambilla       | March-Ford         | 1         | Nehoda                   | 13               |      |
| Ret    | 4   | Patrick Depailler        | Tyrrell-Ford       | 0         | Nehoda                   | 3                |      |
| Ret    | 7   | Carlos Reutemann         | Brabham-Alfa Romeo | 0         | Palivový systém          | 10               |      |
| Ret    | 10  | Ronnie Peterson          | March-Ford         | 0         | Nehoda                   | 11               |      |
| Ret    | 34  | Hans Joachim Stuck       | March-Ford         | 0         | Spojka                   | 4                |      |
| Ret    | 26  | Jacques Laffite          | Ligier-Matra       | 0         | Převodovka               | 6                |      |
| Ret    | 22  | Chris Amon               | Ensign-Ford        | (1)       | Odvolán po prvním závodě | 17               |      |
| Ret    | 1   | Niki Lauda               | Ferrari            | (1)       | Nehoda v prvním závodě   | 2                |      |
| Ret    | 18  | Brett Lunger             | Surtees-Ford       | (1)       | Nehoda v prvním závodě   | 24               |      |
| Ret    | 24  | Harald Ertl              | Hesketh-Ford       | (1)       | Nehoda v prvním závodě   | 22               |      |
| DNS    | 36  | Rolf Stommelen           | Brabham-Ford       |           | Vůz zabaven policií      |                  |      |
| DNQ    | 37  | Lella Lombardi           | Brabham-Ford       |           | Vůz zabaven policií      |                  |      |
| DNQ    | 38  | Henri Pescarolo          | Surtees-Ford       |           |                          |                  |      |
| Zdroj: |     |                          |                    |           |                          |                  |      |

## Průběžné pořadí po závodě
Pohár jezdců
| Pořadí | Jezdec            | Body |
| ------ | ----------------- | ---- |
| 1      | Niki Lauda        | 58   |
| 2      | James Hunt        | 44   |
| 3      | Jody Scheckter    | 34   |
| 4      | Patrick Depailler | 26   |
| 5      | Clay Regazzoni    | 16   |
| Zdroj: |                   |      |

Pohár konstruktérů
| Pořadí | Konstruktér  | Body    |
| ------ | ------------ | ------- |
| 1      | Ferrari      | 61      |
| 2      | McLaren-Ford | 49 (50) |
| 3      | Tyrrell-Ford | 47      |
| 4      | Ligier-Matra | 10      |
| 5      | Penske-Ford  | 9       |
| Zdroj: |              |         |